# 昭化县
昭化县，四川旧县名，北宋开宝五年（972年）改益昌县为昭化县，1959年撤销并入广元县。
开宝五年（972年），改益昌县为昭化县置，属利州路益州郡。元世祖至元十四年（1277年），改利州路为广元路，昭化县属广元路。民国初年属嘉陵道，民国24年，属四川省第十四行政督察区。1950年3月19日，属剑阁行政督察区（剑阁行政督察专员公署），1953年1月2日改剑阁行政督察区为广元专区，昭化县属广元专区。1953年3月11日广元专区并入绵阳专区，昭化县该属绵阳专区。1959年3月22日昭化县并入广元县。